# Oleg Sviatoslavitch (prince des Drevliens)
Pour les articles homonymes, voir Oleg Sviatoslavitch.
Oleg Sviatoslavitch est un prince russe, frère de Iaropolk Ier et de Vladimir Ier. Il est tué en 977 dans la lutte de succession de son père Sviatoslav Ier, à l'instigation de son frère Iaropolk.

## Biographie
La date et le lieu de naissance exacts d'Oleg Sviatoslavitch sont inconnus. Il est le deuxième fils de Sviatoslav Ier. Le nom de sa mère n'a pas été conservé dans les sources. L'historien S.V. Alexeïev a supposé qu'elle était la princesse d'une des tribus ou villes vassales de Sviatoslav. Comme elle n'est pas mentionnée dans les annales lors de la description du siège de Kiev par les Petchénègues en 968, les chercheurs en concluent qu'elle est déjà morte.
Pendant que Sviatoslav est en campagne sur le Danube, ses enfants restent à Kiev avec la princesse Olga qui s'occupe de leur éducation. De l'avis des historiens, elle a familiarisé les jeunes princes avec les bases de la croyance chrétienne. Leurs noms sont mentionnés pour la première fois dans les annales à propos du siège de Kiev en 968.
Comme le note S.V. Alexeïev,Sviatoslav voulait initialement diviser les possessions entre ses fils Iaropolk et Oleg. Le fils aîné reçoit Kiev, Oleg obtient le territoire des Drevliens. Ceci satisfait la noblesse locale qui conserve le souvenir de son indépendance. On ne sait pas exactement quelle ville Oleg a choisi comme capitale de son apanage. Selon une version, ce serait Vroutchi (de nos jours Ovroutch). Alors que Sviatoslav à Kiev se prépare à une campagne dans les Balkans, une ambassade de Novgorod se présente, lui demandant de nommer prince de Novgorod l'un de ses trois fils. Iaropolk et Oleg refusent cette offre et Sviatoslav envoya Vladimir  régner à Novgorod.
À la mort de Sviatoslav en 972 son fils Iaropolk lui succède. Ses rapports avec Oleg et Vladimir ne sont pas détaillés dans les annales. Un certain nombre d'historiens pensent qu'Oleg et Vladimir ont reconnu l'autorité suprême de Iaropolk. D'autres pensent qu'ils étaient des souverains égaux. Mais peu après la mort de Sviatoslav, une dispute éclate entre les frères.
Selon les versions, elle aurait commencé fin 973 ou en 975. Liout Svenelditch, célèbre boyard de Kiev, fils du colonel Sveneld, usant de sa grande influence à la cour de Iaropolk s'est aventuré dans le domaine d'Oleg pendant la chasse. Ayant appris qui chassait sur ses terres, Oleg ordonne de tuer Liout. Un certain nombre d'historiens ont avancé la théorie selon laquelle les actions de Liout étaient une provocation délibérée, car sous le règne du prince Igor Sveneld percevait un tribut de Drevliens.
Ayant appris la mort de son fils, Sveneld incite Iaropolk à faire la guerre à Oleg. Pendant un certain temps, Iaropolk refuse d'agir contre son frère, mais deux ans après le meurtre de Liout par Oleg, il rassemble une armée et entame une campagne dans le pays des Drevliens. Oleg vient avec sa troupe à la rencontre de son frère non loin de Vroutchi. Dans la bataille, l'armée d'Oleg est vaincue, ses soldats survivants refluent vers les portes de la ville. Dans la mêlée les hommes se pressent et certains tombent du pont menant aux portes. Oleg lui-même est aussi tombé dans le fossé. La ville se rend à Iaropolk qui recherche immédiatement son frère, trouvant finalement son corps dans le fossé. Il le fait enterrer au pied de la forteresse.